# Max Heindel
Carl Louis von Grasshoff, conosciuto come Max Heindel (Aarhus, 23 luglio 1865 – Oceanside, 6 gennaio 1919), è stato un esoterista e astrologo danese naturalizzato statunitense, fondatore della Rosicrucian Fellowship (Associazione Rosacrociana), avente sede tutt'oggi a Mount Ecclesia, nella città di Oceanside in California (A.R.C.O.).

## Biografia
Nato in Danimarca da una famiglia proveniente dalla piccola nobiltà tedesca, era il maggiore di tre figli. All'età di 16 anni entrò nella scuola navale di Glasgow, dove studiò ingegneria. Dal 1895 al 1901 si trasferì a New York, lavorando come consulente ingegnere. Nel 1903 entrò a far parte della Società Teosofica di Los Angeles, di cui divenne un membro influente. Nel 1905 subì un grave attacco cardiaco per il quale rischiò seriamente di morire.
Pur essendo un ammiratore di Madame Blavatsky, giudicò insoddisfacente il suo insegnamento teosofico per i suoi riferimenti all'Oriente, tendenti a trascurare il cristianesimo. Avendo avuto notizia di un maestro spirituale dell'Ordine dei Rosacroce, di cui non è noto il nome, che stava insegnando nel vecchio continente, Max Heindel si recò in Germania per incontrarlo, e vi rimase dai primi di novembre 1907 alla fine di marzo 1908. Ebbe modo così di frequentare i circoli teosofici tedeschi, in particolare a Berlino. Partecipò a numerose conferenze ed ebbe alcuni colloqui privati anche con Rudolf Steiner, allora segretario generale della sezione tedesca della Società Teosofica.
Max Heindel gli dedicherà la prima edizione americana del suo Cosmogonia dei Rosacroce, pubblicato nel 1909. Diverse somiglianze sono state rilevate tra il suo insegnamento e quello di Steiner, non solo nei concetti, ma anche nella terminologia. Lo stesso Max Heindel riconobbe il proprio debito nei confronti di Steiner, asserendo di averlo spesso utilizzato come fonte.
Steiner lo introdusse nella Loggia di Berlino Viktoria von Preussen, appartenente alla Gran Loggia simbolica di Rito scozzese, e in seguito gli trasmise i gradi di Memphis-Misraim, in particolare il 46 di Cavaliere Rosacroce, e in seguito tutti i gradi fino al 95.
Tornato in California, Max Heindel fondò il 14 novembre 1908 il primo centro della sua Associazione Rosacrociana, in Oceanside. Nel mese di agosto 1910 sposò una famosa astrologa, Augusta Foss, che lo introdusse alla propria disciplina, accendendolo di entusiasmo. Nello stesso anno subì un secondo attacco cardiaco, dal quale si riprese con difficoltà.
Dopo avere ripreso la sua attività, dedita alla diffusione degli insegnamenti dei Rosacroce, organizzò dei corsi per corrispondenza, completamente gratuiti, che comprendevano lezioni bibliche, corsi di filosofia, e di astrologia rosacrociana. Il 6 gennaio 1919 ebbe un nuovo attacco di cuore, stavolta fatale. La vedova Augusta Foss Heindel gli succedette nella sua opera di insegnamento, continuando a diffondere le sue dottrine.

## Dottrina
Nella scuola esoterica di Max Heindel, attiva anche tramite corrispondenza, gli iniziati sono impegnati a non mangiare carne, non bere bevande alcoliche, e a non appartenere ad altre associazioni spirituali. Grande rilievo è dato all'astrologia e ad un'interpretazione cosmologica della storia umana, di cui viene proposta una visione organica, ereditata dalle rivelazioni della Blavatsky e di Steiner, suddivisa in sette grandi epoche o eoni:
- epoca polare;
- epoca iperborea;
- epoca lemurica;
- epoca atlantidea;
- epoca ariana (attuale);

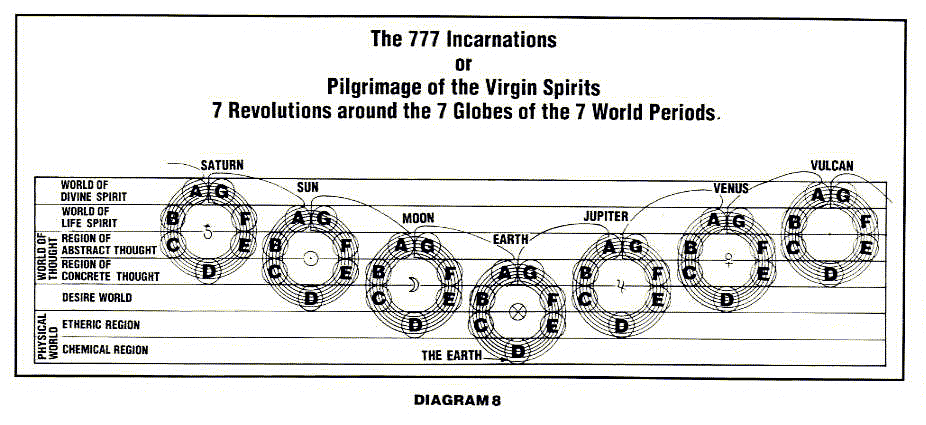
Diagramma da La cosmogonia dei Rosacroce, che illustra l'evoluzione completa di un ciclo cosmico in sette mondi, sette globi e sette periodi.

alle quali succederanno altre due epoche. La numerologia del 7 si ripete all'interno di ogni epoca, come quella attuale caratterizzata da sette razze umane principali, corrispondenti ai sette pianeti dell'astrologia occidentale.
Max Heindel ha formulato anche una dottrina esoterica dei colori, a cui si sono ispirati alcuni artisti come Yves Klein.

## Pubblicazioni in italiano
Le prime traduzioni in italiano delle opere di Max Heindel risalgono al 1923, quando la casa editrice Di Cesare pubblicò la prima parte della sua Cosmogonia dei Rosacroce. Alla divulgazione delle sue opere contribuì in seguito soprattutto il lavoro di Olga Faella, che negli anni '50 creò un'Associazione Rosacrociana a Milano. Le più recenti pubblicazioni degli scritti principali di Max Heindel sono:
- La Cosmogonia dei Rosacroce (1991)
- Framassoneria e cattolicesimo: le lontane origini (1990)
- Il Messaggio delle Stelle (1992)
- La reincarnazione secondo il pensiero rosacrociano (1995)
- Misteri della Rosacroce (1997)
- Astrodiagnosi (1998)
- Salute e Guarigione (1999)
- Filosofia Rosacroce, 2 voll. (1999)
- L'Iniziazione antica e moderna (2004)
- La trama del destino (1996)
- Spigolature di un mistico (1996)
- Insegnamenti di un iniziato (1997)
- Principi occulti di salute e di guarigione (1999)